# Фабиано Каруана
Фабиàно Луѝджи Каруàна (на италиански: Fabiano Luigi Caruana) е американски и италиански шахматист, международен гросмайстор от 2007 г. Достигнал е максимален рейтинг ЕЛО 2844 точки, с който е на трето място в шахматната история. От 2018 до 2021 г. е световен вицешампион.

## Шахматна кариера
Каруана е двукратен шампион на Италия. За първи път спечелва титлата през 2007 г., когато е на петнадесетгодишна възраст. Тогава Каруана завършва състезанието с резултат 9,5 точки от 11 възможни, с три точки повече пред втория Сабино Брунело. Година по-късно повтаря успеха си.
През 2007 г., когато е на възраст от 14 години 11 месеца и 20 дни, става най-младия гросмайстор в шахматната история на САЩ и Италия и на 12-то място в света. 
През януари 2008 г. става победител в група „C“ на турнира „Корус“ с 10 точки от 13 възможни. Същата година участва в 8-ото издание на международния турнир в Кап д'Агд, където завършва на първо място в своята група, но след това е отстранен на четвъртфиналите от Анатоли Карпов.
В началото на 2009 г. става победител в група „B“ на турнира „Корус“. През май завършва на второ място в „Митропакъп“, като част от националния отбор на Италия. Каруана приключва състезанието с 6 точки от 8 възможни и като най-добре представилия се състезател на първа дъска. В края на годината участва в световната купа по шахмат, където е отстранен в четвъртия кръг от Вугар Гашимов с 1,5 – 3,5 точки.
През 2010 г. завършва на трето място в 52-рото издание на турнира в Реджо Емилия с резултат 5,5 точки от 9 възможни. Същата година става отборен шампион на Русия с клуб „ШСМ-64“.
Печели италианското първенство четири пъти (2007, 2008, 2010 и 2011) и шампионата на САЩ през 2016 година.
На 26 юни 2015 г. той официално се завръща във Федерацията на Съединените щати.
Печели 14 супер турнира (със средно ЕЛО над 2700): Дортмунд през 2012, 2014 и 2015, Шахматното предизвикателство в Цюрих през 2013 г., Турнирът на кралете в Букурещ през 2013 г., Купата на Синкфийлд в Сейнт Луис през 2014 и 2018 г., Класически Шахмат в Лондон през 2017 г., Класически Шахмат Grenke през 2018 г., парижкият етап на Гран при на ФИДЕ 2012-2013 и етапите в Баку и Ханти-Мансийск на Гран при на ФИДE 2014-2015, което му позволява да спечели самия Гран При и да се класира за турнира на кандидатите, валидни за участие в Световното първенство през 2016 г.
През 2018 година Фабиано Каруана е претендент за световната титла и играе за нея в равностоен двубой срещу световния шампион. Мачът завършва наравно с 12 последователни ремита, след което Карлсен побеждава с 3-0 партии ускорен шах. Като последен състезател за световната титла, Каруана е квалифициран по право за следващия турнир от кандидатите, който е определен да се играе в Екатеринбург от 15 март до 5 април 2020 г.
През януари 2020 г. той става победител в главния турнир „Tata Steel Masters“ във Вайк ан Зее с 10 точки от 13 възможни (7+, 6=, 0–).
През 2021 г. Каруана заема второ място в 4 големи състезания: 
- по ускорен шах и блиц от 9 до 16 август в Сент Луис след Хикаро Никамура. [12]
- за Купата на Синкфийлд от 16 до 28 август в Сент Луис с равен резултат с победителя Максим Вашие-Лаграв 5,5 точки от 9 (+3, 5=, 1–) и рейтинг за представяне в турнира 2824. С това Каруана спечелва 45 000 $ и 8,3 GCT точки. [13]
- Шампионата на САЩ от 5 до 19 октомври в Сент Луис след загуба от Уесли Со в бързите тайбрекове; [14]
- Големия швейцарски турнир през ноември след Алиреза Фирузджа с рейтинг за представяне в турнира 2807, което го класира за Турнира на кандидатите през 2022 г. [15]

През април 2022 г. той спечелва първата Американска купа, турнир с двойна елиминация в Мисури, пред Левон Аронян, Уесли Со и Лениер Домингес. 
От 16 юни до 5 юли Каруана участва в Турнира на кандидатите, проведен в Мадрид, след като се класира за игра, като стана вицешампион в Големия швейцарски турнир през 2021 г. след Алиреза Фируджа. Каруана завърши 5-ти с резултат 6,5/14 (+3, =7, -4), въпреки че е 2-ри зад лидера в турнира Ян Непомнящи след първата половина на турнира  на турнира. 
От 28 юли до 9 август Каруана играе на първа дъска за САЩ на 44-тата шахматна олимпиада в Ченай, където отборът му завършва 5-ти, въпреки че е поставен 1-ви. Той завършва събитието с резултат 5/10 (+3, =4, -3) и рейтинг за представяне в турнира 2645. 
Каруана спечелва състезанието Champions Showdown: Chess 9LX, турнир по бърз шах 960, проведен в Сейнт Луис, след като побеждава Алиреза Фирузджа в плейофите за титлата. Първото му място му донася 31 250 $. 
От 5 октомври до 19 октомври Каруана участва в шампионата по шах на САЩ през 2022 г., като спечелва титлата пред Уесли Со, Левон Аронян, Лениер Домингес и други.
В различни периоди от кариерата му на професионален шахматист, негови треньори са: Мирон Шер, Пал Бенкьо, Григори Кайданов, Борис Злотник, Рустам Касимджанов и Александър Чернин.